# Gavril Dejeu
Gavril Dejeu (roumain : ɡaˈvril deˈʒew, né le 11 septembre 1932) est un homme d'État roumain. Ministre de l'intérieur dans le cabinet de Victor Ciorbea, il est Premier ministre de Roumanie par intérim du 30 mars au 17 avril 1998.

## Biographie
Né à Poieni dans le județ de Cluj, Gavril Dejeu obtient un diplôme de la faculté de droit de l'université Babeș-Bolyai. Il joint le Parti national paysan chrétien-démocrate (PNŢCD) en 1990, après la révolution roumaine de 1989. Il siège à la Chambre des députés de 1992 à 2000.